# Грандайл-Вілледж (Нью-Йорк)
Грандайл-Вілледж (англ. Grandyle Village) — переписна місцевість (CDP) в США, в окрузі Ері штату Нью-Йорк. Населення — 4805 осіб (2020).

## Географія
Грандайл-Вілледж розташований за координатами 42°59′13″ пн. ш. 78°57′14″ зх. д. / 42.98694° пн. ш. 78.95389° зх. д. (42.986853, -78.954015).  За даними Бюро перепису населення США в 2010 році переписна місцевість мала площу 4,88 км², уся площа — суходіл. В 2017 році площа становила 5,83 км², з яких 4,87 км² — суходіл та 0,96 км² — водойми.

## Демографія
Згідно з переписом 2010 року, у переписній місцевості мешкало 4629 осіб у 1837 домогосподарствах у складі 1328 родин. Густота населення становила 949 осіб/км².  Було 1905 помешкань (391/км²).
Расовий склад населення:
| - 95,4 % — білих - 1,5 % — азіатів - 1,3 % — чорних або афроамериканців - 0,6 % — корінних американців |

До двох чи більше рас належало 1,0 %. Частка іспаномовних становила 2,1 % від усіх жителів.
За віковим діапазоном населення розподілялося таким чином: 23,7 % — особи молодші 18 років, 63,5 % — особи у віці 18—64 років, 12,8 % — особи у віці 65 років та старші. Медіана віку мешканця становила 41,1 року. На 100 осіб жіночої статі у переписній місцевості припадало 93,7 чоловіків;  на 100 жінок у віці від 18 років та старших — 91,3 чоловіків також старших 18 років.
Середній дохід на одне домашнє господарство  становив 74 847 доларів США (медіана — 67 868), а середній дохід на одну сім'ю — 80 934 долари (медіана — 81 962). Медіана доходів становила 51 250 доларів для чоловіків та 36 904 долари для жінок. За межею бідності перебувало 10,8 % осіб, у тому числі 20,0 % дітей у віці до 18 років та 0,0 % осіб у віці 65 років та старших.
Цивільне працевлаштоване населення становило 2596 осіб. Основні галузі зайнятості: виробництво — 19,7 %, освіта, охорона здоров'я та соціальна допомога — 15,9 %, мистецтво, розваги та відпочинок — 13,8 %.